# 長身擬平牙鰕虎
長身擬平牙鰕虎（学名：Pseudapocryptes elongatus），又名長身擬平牙鰕虎魚，为辐鳍鱼纲虾虎鱼目鰕虎魚科擬平牙鰕虎魚屬下的一个种，该物种分布于印度洋-太平洋海域，体长可达20公分。